# جامعة قادر خاص
جامعة قادر خاص وتكتب هاس (التركية: Kadir Has Üniversitesi وتعرف باسم KHAS، هي جامعة خاصة غير ربحية في الفاتح بمدينة إسطنبول، أسسها في عام 1997 قادر خاص، الصناعي والخيري التركي الراحل.
من مراكز الأبحاث في جامعة قادر خاص: مركز الطاقة والتنمية المستدامة، ومركز دراسات إسطنبول، ومركز أبحاث الدراسات الرياضية، ومركز دراسات النوع الاجتماعي والمرأة، ومركز الدراسات الدولية والأوروبية، ومركز الأمن السبراني وحماية البنية التحتية الحيوية. بالإضافة إلى ذلك، تدعم جامعة قادر خاص طلابها بالمساعدات المالية والخدمات الاستشارية من خلال جهات مثل منصة الصناعات الإبداعية.